# Балка Дідиха
Дідиха (рос. Б. Дедиха) — балка (річка) в Україні у Синельниківському районі Дніпропетровської області. Ліва притока річки Вовчої (басейн Дніпра).

## Опис
Довжина річки приблизно 6,88 км, найкоротша відстань між витоком і гирлом — 6,45 км, коефіцієнт звивистості річки — 1,07. Формується багатьма загатами. На деяких ділянках балка пересихає.

## Розташування
Бере початок на південно-західній стороні від села Воскресенка. Тече переважно на північний захід понад селом Январське й на північній околиці села Новоселівка впадає в річку Вовчу, ліву притоку Самари.

## Цікаві факти
- У XX столітті на балці існували декілька газових свердловин та газгольдер[3].